# 사바 왕국
사바 왕국(히브리어: סבא, 아랍어: السبئيون, 무스나드: 𐩪𐩨𐩱)은 아라비아 반도 남부에 존재하던 고대 아랍 국가이다.
사바 왕국은 오래갔지만 왕위를 둘러싸고 예멘 계열의 왕조들끼리의 산발적인 내전으로 멸망했고, 이 시기부터 힘야르 왕국이 승자로 떠올랐다. 사바인들은 욥기, 요엘서, 에제키엘서, 이사야서 등의 성서와 쿠란에서 언급되었다.

## 역사

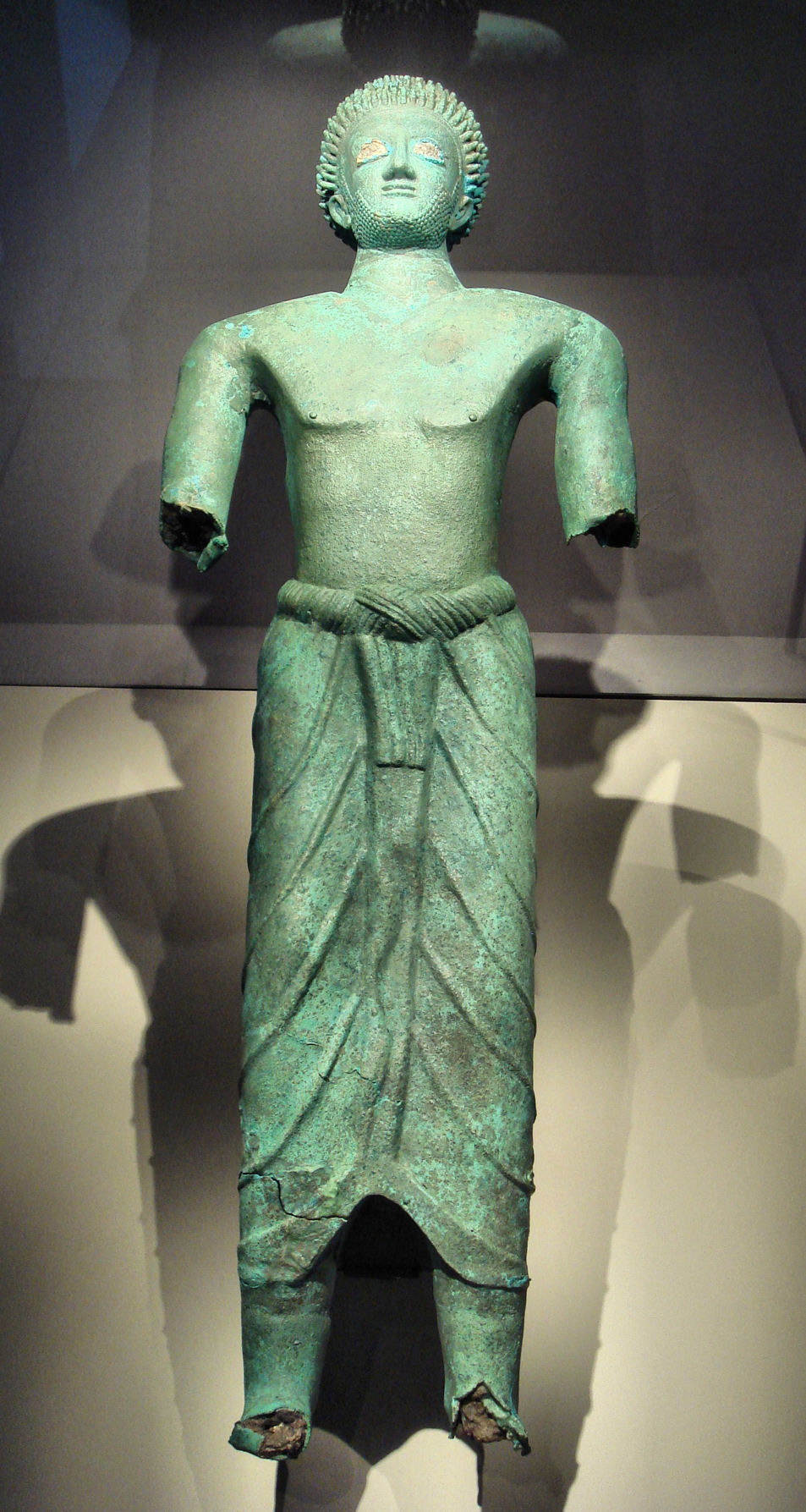
알바이다 (시바 왕국의 옛 나슈쿰 (Nashqum))에서 발견된 "청동 남자상". 기원전 5-6세기 작품. 루브르 박물관 소장

사바 왕국의 기원은 확실치 않다. 케네스 키친은 기원전 1200년 경으로 올라간다 고 하는 반면에 닐 애셔 실버먼과 이스라엘 핀켈스타인은 “사바 왕국은 8세기 이후에서야 번영하기 시작했다”고 썼으며, 잰 라초는 기원전 9-8세기까지는 그러한 왕국이 있다는 “증거가 거의 없다”라고 저술했다. 이후 사바인들은 기원전 1세기에 힘야르인들에게 정복당하지만, 제1 힘야르 왕국이 사바 왕과 두 라이단으로 분열되버린 후, 제2 사바 왕국이 2세기 초에 다시 등장하게 되었다. 사바 왕국은 3세기에 결국에는 힘야르인들에게 정복되었으며 당시 수도는 마리브였다. 그 도시는 중세 아랍 지리학자들이 사이아드라고 부른 연속된 사막에 위치했으며, 현재는 람라트알사바타인이라 불린다.
사바인들은 남아랍계 민족들이다. 이들은 고대 예멘 지역에 각자의 지역 왕국들을 지녔으며, 와디알자우프 (Wādī al-Jawf)의 북쪽에 위치한 미나인들이, 남서쪽 끝에는 사바인들이, 고지대에서 바다쪽으로 뻗어나가는 곳의 동쪽에는 카타반인 (Qatabānians)과 하드라마우트인 (Ḥaḑramites)인들이 있었다.
동시대의 예멘계 왕국들과 같이 사바 왕국은 극도로 수익성이 좋은 향신료 무역에 포함됐었고, 특히 유황과 몰약등이 그랬다.
그들은 무사드 문자 (옛 남아랍의 문자)로 된 많은 비문들과 더불어 필기체의 자푸르 문자로 적힌 대량의 문서들을 남겼다. 욥기에서 사바인들이 그의 가축과 하인들을 죽였다고 언급된다.
아우구스투스 업적록에서 아우구스투스는 사바 왕국에 대해 주장하길:
나의 명령으로 나의 휘하에 있던 두 개의 병력들이 같은 시기 쯤에 축복받은 [?]이라 불린 에티오피아와 아라비아에 인도되었다. 엄청난 수의 적의 병력들은 전투에서 죽었고 몇 개의 마을들을 차지했다. 에티오피아에서의 진군은 메로에 (Meroe)에 인접한 나바타 (Nabata)라는 마을에 이르렀고; 아라비아에성 병력은 사바인들의 영토와 마리브라는 마을까지 뚫고 나갔다.

## 종교 풍습
무슬림 작가 무함마드 슈크리 알-알루시 (Muhammad Shukri al-Alusi)는 그의 Bulugh al-'Arab fi Ahwal al-'Arab에서 사바인들의 종교 풍습과 이슬람교의 것을 비교하는데:
이슬람교 이전 시기의 아랍인들은 이슬람교의 샤리아에 포함된 습관들을 해왔었다. 그 예시로 그들은 어머니와 그녀의 딸들과 혼인하지 않았다. 그들은 동시에 두 명의 자매가 결혼하는 것이 가장 나쁜 범죄에 해당한다고 여겼다. 그들은 새어머니와 결혼하는 것 역시도 비난하였고, 그러한 자를 자이잔 (dhaizan)이라 불렀다. 그들은 카바를 향한 크고 [하지] 작은 [움라] 순례를 갔는데, 카바 주위에서 수다를 떨고 [타와프], 사파 산과 마르와 산 사이를 7차례 오가며 [사이], 성관계를 하고 나서 돌을 던지고 각자의 몸을 씻었다. 그들은 또한 양치도 하고, 그들의 코를 물에 킁킁거리며 풀고, 손톱을 짧게 자르고, 음모를 모두 제거하고 종교적인 할례를 했다. 마찬가지로, 그들은 도둑의 오른 손을 자르고 간통을 한 자는 돌을 던져 죽인다
 — Muhammad Shukri al-Alusi, Bulugh al-'Arab fi Ahwal al-'Arab, Vol. 2, p. 122
후기 아랍 작가들은 사바인들이 신과 그들의 관계를 중매해준다고 여기던 7개의 식물에 헌정된 7개의 신전을 가졌다고 저술했다. 이 신전들은 각각이 특이한 기하학적인 구조와 색깔들과 , 7개의 금속으로 만든 금속상을 지녔다. 그들은 별과 우상을 숭배하는 두 개의 교파가 있었으며, 전자의 경우는 헤르메스 트리스메기스투스에서 전래된 것과 유사하였다.

## 통치자
구약성서 일부와 구전 등을 통해 전승처럼 전해진 시바의 여왕이 주요 통치자 중 하나로 추정된다. 2000년에 영국-캐나다-미국 발굴팀이 예멘 북부 루브알칼리 사막의 마리브(Marib)에서 시바 여왕의 신전 등 왕국의 유적을 발굴하였다. 마리브는 해발고도 1200m 고지대에 조성된 고대 도시로 시바 왕국의 수도였다.

## 쿠란
사바인들은 قوم سبأ, 사바 사람들이라고 쿠란에서 두 차례 언급된다. 쿠란은 34 수라에서 사바 왕국을 언급한다. 쿠란의 이야기 중에, 수라 27 (안 나믈) [5]에서 술레이만 (솔로몬)은 신을 대신하여 태양을 숭배하는 민족의 여왕이 다스리는 사바 왕국에 관하여 후투티를 통한 문서를 받았다. 술레이만 (솔로몬)은 이슬람교식의 본문에 따라, 이 세상의 왕과 유일신 알라에 그녀가 완전히 복종하도록 하기 위해 초대하는 문서를 보냈다. 사바 여왕은 어떻게 반응을 해야할지 정하지 못 하여 조언가들로부터 도움을 청했다. 조언가들은 그녀에게 그들이 그녀가 택한 것에 따라 전쟁을 할 정도로 “아주 강력한” 이들이라는 걸 상기시켜주었다. 여왕은 만약에 그들이 져서 '나라에 들어가, 망치고 가장 고귀한 이를 하찮게 만드는 등’의 술레이만이 다른 왕들처럼 행동할 것을 두려워하며 답장을 하였다. 그녀는 더 많은 것을 알아내기 위해 술레이만을 만나기로 결심했다. 술레이만은 그녀가 그를 만나고 싶어한다는 반응을 받았고 그녀가 도착하기 이전에 누가 그에게 그녀의 왕좌를 가져올 것인지를 물었다. 술레이만의 소유에 있던 진 하나가 술레이만이 자리에서 일어나기 전에 그것을 가져오겠다는 제안을 하였다. 그 “책”에 대해 알고 있던 어느 한 명은 “눈을 깜빡할 사이”에 빌키스의 왕좌를 가져오겠다고 제안했고 이것은 곧바로 이뤄졌다. 사바 그의 궁전에 도착한 여왕은 그녀의 왕좌를 보게 되었고 질문을 받았다: 당신의 왕좌가 이렇게 생겼나요? 그녀는 답했다: 마치 그것과 같습니다. 그녀가 그의 수정 궁전에 들어서고, 아브라함계의 일신교와 유일신 알라 숭배를 받아들였다.

## 같이 보기
- 예멘
- 하마단 부족
- 미나 왕국
- 사바와 힘야르의 지도자 목록